# Eucordyloporus imperfectus
Eucordyloporus imperfectus är en mångfotingart som beskrevs av Carl Graf Attems 1937. Eucordyloporus imperfectus ingår i släktet Eucordyloporus och familjen Chelodesmidae. Inga underarter finns listade i Catalogue of Life.